# Ferrocarril Central de Brasil
El Ferrocarril Central de Brasil (en portugués: Estrada de Ferro Central do Brasil) fue uno de los principales ferrocarriles de Brasil. Conectaba las entonces provincias de Río de Janeiro, São Paulo, Minas Gerais y la entonces capital del país, que era la propia ciudad de Río de Janeiro. Antes de la Proclamación de la República, en 1889, el ferrocarril se llamaba Estrada de Ferro D. Pedro II.

## Historia

### Inicios
El 9 de febrero de 1855, el Gobierno Imperial firmó un contrato con el ingeniero británico Edward Price para la construcción del primer tramo de un ferrocarril que tenía como objetivo promover, desde la ciudad de Río de Janeiro, en el entonces Municipio Neutro, una completa integración de Territorio brasileño sobre rieles.

### Ferrocarril Dom Pedro II
Se organizó entonces la Compañía de Ferrocarriles D. Pedro II , bajo la dirección de Christiano Benedicto Ottoni. El proyecto maestro apuntaba a construir una especie de columna vertebral entre Río de Janeiro y la estación de Belém en Japeri, en la Provincia de Río de Janeiro, que tendría conexiones con todas las regiones de Brasil a través de ramales que construiría la propia empresa o a través de otros ferrocarriles.

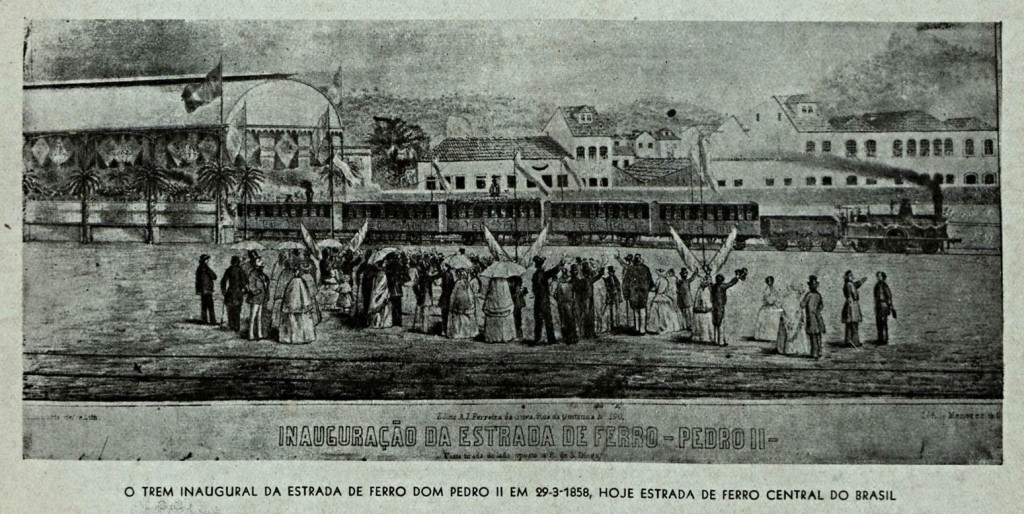
Inauguración del Ferrocarril D. Pedro II en 1858

Las obras comenzaron el 11 de junio de 1855 y  fue inaugurado el 29 de marzo de 1858 el tramo que conectaba la Estación Aclamação (en la ciudad de Río de Janeiro) con la Parroquia de Nossa Senhora da Conceição de Marapicu, debido a su importancia cultural para el ciudad de Nova Iguaçu, la cual está ubicada en la cima de un cerro rodeada por la carretera Madureira y se destaca en el paisaje. El acceso se realiza por un camino empedrado, con amplios espacios a su alrededor, además de que la fachada es sencilla, con un frontón triangular.
Durante esa época existían cinco estaciones: Campo (actualmente Central de Brasil); Nuevo Engenho; Cascadura (todos en el Municipio Neutral); todas las Parroquias y Distritos de Nova Iguaçu; y también Maxambomba (actualmente Centro de Nova Iguaçu), en la Provincia de Río de Janeiro. El 8 de noviembre del mismo año, el ferrocarril se extendió hasta Belém (actual Japeri), al pie de la Serra do Mar.

### Expansión
En 1860 se finalizó el Ramal Macacos (actual Ramal Paracambi), partiendo de Japeri, que era el punto de partida del Ferrocarril D. Pedro II para cruzar la Serra do Mar.
El 12 de julio de 1863, las vías llegaron a Rodeio (actualmente Engenheiro Paulo de Frontin) y al año siguiente, a la región de Vale do Paraíba, en Río de Janeiro. El primer tren de pasajeros llegó a Barra do Piraí el 9 de agosto de 1864.
Tras la finalización de la transposición de la Serra do Mar , la línea se bifurcó en Barra do Piraí , con la línea troncal, denominada  Linha do Centro , en dirección a  Entre Rios  (actualmente Três Ríos) y teniendo como destino la Provincia de Minas. Gerais ; y el Ramal São Paulo , que seguía la margen derecha del  río Paraíba do Sul hacia la Provincia de São Paulo.
En Entre Ríos (actualmente  Três Rios, donde llegó el 13 de octubre de 1867), la Estrada de Ferro D. Pedro II se reunió con la Estrada de Rodagem União e Indústria , inaugurada en 1861 . Esta vía conectaba Petrópolis con Juiz de Fora. De allí continuó hacia otros municipios de la provincia de Minas Gerais, llegando en 1883 a Queluz de Minas (actual Conselheiro Lafaiete).
El llamado  Ramal São Paulo, seguía la margen derecha del  río Paraíba do Sul , hasta  Porto de Cachoeira  (actualmente  Cachoeira Paulista ), pasando por Queluz y Cruzeiro , ya en la  Provincia de São Paulo . Este tramo sería completado en 1874, llegando los trenes de la Estrada de Ferro D. Pedro II a la estación construida en la aldea de Santo Antônio da Cachoeira , en Porto de Cachoeira , el 20 de julio de 1875.
La conexión entre Cachoeira y la capital de la provincia de São Paulo, denominada Estrada de Ferro do Norte , sería posteriormente construida por la  Companhia São Paulo y Río de Janeiro , en un tramo de 231 km, inaugurada el 8 de julio de 1877.
En 1880 , se construyó un pequeño ramal cerca de la estación Dom Pedro II para llegar al Puerto de Río de Janeiro , con dos túneles y una estación denominada Estação Marítima .

### Ferrocarril Central de Brasil
Con la Proclamación de la República de Brasil en 1889 , la Estrada de Ferro D. Pedro II cambió su nombre a Estrada de Ferro Central do Brasil (cambio oficializado el 22 de noviembre de ese año). A pesar del nuevo nombre, las obras de ampliación continuaron, haciendo que en 1895, las vías que seguían por Minas Gerais llegaran a la estación General Carneiro y se bifurcaban hacia Belo Horizonte y Sete Lagoas .

Mapa del Ferrocarril Central de Brasil en 1890

En 1896, el Ferrocarril Central incorporó al Ferrocarril del Norte de la Compañía de São Paulo y Río de Janeiro, que conectaba la capital de São Paulo con Cachoeira Paulista, con el objetivo de ampliar el ancho y unificar las dos líneas como continuación del Ramal de São Paulo. La unificación permitió al Ferrocarril Central atravesar toda la región del Valle del Paraíba y llegar a la Estación del Nortel (actual Estación Brás) en la capital de São Paulo, donde el ferrocarril conectaba con el Ferrocarril Santos-Jundiaí.
A principios del siglo XX, el ferrocarril ya había consolidado la interconexión de la entonces capital federal Río de Janeiro, y las capitales de los estados Belo Horizonte y São Paulo. Durante este periodo el Ferrocarril Central continuó ampliándose, especialmente con la incorporación de ramales existentes. Sin embargo, algunos de los ferrocarriles adquiridos generaron pérdidas, lo que a menudo perjudicó los beneficios obtenidos en las líneas principales.
El 10 de septiembre de 1947, el Ferrocarril Central que iba a Montes Claros, llegó a Monte Azul, en el norte de Minas Gerais, cerca de la frontera del estado con Bahía. En 1950, el Tráfico Férreo Federal del Este Brasileño que partía de Salvador y se dirigía hacia el sur del estado de Bahía, llegaba a Monte Azul, conectando con la Línea Centro.

### Desaparición
En 1969, se formó la 6.ª División Central en el ámbito de la Rede Ferroviária Federal (RFFSA) , sucediendo a la EFCB. En 1973 , las líneas de ancho métrico abandonaron el ámbito de la 6.ª División Central, formándose la 14.ª División Centro-Norte. Ésta, en 1975 , fue transferida a Viação Férrea Centro-Oeste (VFCO), formando la Superintendencia Regional 2 de la RFFSA, con sede en Belo Horizonte.